# روبرت أو. تايلر
روبرت أو. تايلر (بالإنجليزية: Robert O. Tyler)‏ هو ضابط أمريكي، ولد في 31 ديسمبر 1831 في قرية هانتر في الولايات المتحدة، وتوفي في 1 ديسمبر 1874 في بوسطن في الولايات المتحدة.